# 2024 en Ontario
Chronologie de l'Ontario
- 2020
- 2021
- 2022
- 2023
- 2024
- 2025
- 2026
- 2027
- 2028

Cet article traite des événements qui se sont produits durant l'année 2024 dans la province canadienne de l'Ontario. 

## Décès
- 8 février : Daryl Kramp, homme politique
- 19 mars : Roy McMurtry, avocat et homme politique
- 24 mars : Gordon Singleton, coureur cycliste sur piste
- 1 avril : Anne Innis Dagg, zoologiste et féministe
- 18 avril : Yoshio Masui, biologiste cellulaire et professeur
- 10 mai : Jim Peterson, homme politique
- 11 mai : Ron Ellis, joueur de hockey professionnel
- 13 mai : Alice Munro, écrivaine
- 14 mai : Jacques Monet, prêtre jésuite historien et professeur
- 25 juin : Billy Carter, joueur de hockey professionnel
- 9 juillet : Barry Wellman, sociologue
- 12 juillet : Alex Forsyth, joueur de hockey professionnel
- 15 juillet : John Williams, comptable et homme politique
- 30 août : Michelle Fazzari, lutteuse
- 31 août : Stevie Cameron, journaliste d'enquête
- 16 septembre : Paul-André Cadieux, joueur et entraîneur de hockey
- 23 septembre : Gary Reineke, acteur
- 11 octobre : Mike Bullard, humoriste et animateur de radio et de télévision
- 12 octobre : Alvin Rakoff, réalisateur
- 15 octobre : Robert Fulford, journaliste, éditeur et essayiste
- 18 octobre : Donald Bruce Redford, égyptologue et archéologue
- 4 novembre : James Penton, professeur émérite d'histoire
- 13 novembre : Dan Hennessey, acteur et doubleur
- 20 novembre : Allan Kenneth McLean, homme politique
- 19 décembre : Paul Szabo, comptable et homme politique
- 23 décembre : Angus MacInnes, acteur

#### L'année 2024 dans le reste du monde
- L'année 2024 dans le monde
- L'année 2024 au Canada
- 2024 au Québec, 2024 au Nouveau-Brunswick, 2024 en Alberta, 2024 en Colombie-Britannique, 2024 à Terre-Neuve-et-Labrador, 2024 au Yukon, 2024 en Nouvelle-Écosse, 2024 au Nunavut, 2024 aux Territoires du Nord-Ouest, 2024 en Saskatchewan
- 2024 par pays en Amérique, 2023 au Canada, 2023 aux États-Unis
- 2024 en Europe, 2024 dans l'Union européenne, 2024 en Belgique, 2024 en France, 2024 en Italie, 2024 en Suisse
- 2024 en Afrique • 2024 par pays en Asie • 2024 en Océanie
- 2024 aux Nations unies
- Décès en 2024